# Hoplophoropyga brunnea
Hoplophoropyga brunnea är en kackerlacksart som beskrevs av Karlis Princis 1963. Hoplophoropyga brunnea ingår i släktet Hoplophoropyga och familjen småkackerlackor. Inga underarter finns listade i Catalogue of Life.